# Lindsay Wisdom
Lindsay Marie Wisdom, coniugata Hylton (Naperville, 26 maggio 1986), è un'ex cestista e allenatrice di pallacanestro statunitense, professionista nella WNBA.

## Carriera
È stata selezionata dalle Los Angeles Sparks al primo giro del Draft WNBA 2009 (13ª scelta assoluta).